# Tatabánya
Tatabánya (njem. Totiserkolonie), grad i upravno sjedište Komoransko-ostrogonske županije u sjeverozpadnoj Mađarskoj. Smješten je šezdeset kilometara zapadno od glavnog grada Budimpešte, na autocesti koja Budimpeštu spaja s Bečom. Sa 65.000 žitelja dvanaesti je najnaseljeniji mađarski grad.
Naseljenost na području grada prema arheološkim nalazima seže još u kameno doba uz brojne pronalaske iz vremena rimske vladavine panonskim prostorima. Tijekom 16. stoljeća, za vrijeme otomanske okupacije, stanovništvo grada prešlo je na protestantizam, no nakon oslobođenja od Turaka u gradu se nastanjuju Nijemci i Slovaci, pretežito katolici. 
Zahvaljujući nalazištima ugljena tijekom 19. i 20. stoljeća razvija se rudarstvo koje za posljedicu ima širenje grada i povećanje stanovništva koje je svoj vrhunac doživjelo 1980-ih kada je u gradu živjelo 80.000 ljudi. Propašću komunizma dolazi do gašenja postrojenja teške industrije zbog iscrpljenosti nalazišta.
Grad je rodno mjesto brojnih športaša, mahom rukometaša i nogometaša, od kojih se ističe "čudo iz Tatabánye", mađarski reprezentativac i trener József Kiprich, podrijetlom Nijemac. Nijemci su inače najveća manjinska etnička skupina u gradu i čine preko 2% njegova stanovništva.
Spomenik mitološkoj ptici Turulu najviši je ptičji kip u Srednjoj Europi. U neposrednoj blizini grada nalazi se i turistički popularna Szelimova špilja te šumski rezervati u okolnim planinama. Grad je poznat i po dvorcu neobična naziva Kuća tulipana.

## Vanjske poveznice
- Službene stranice gtada na tatabanya.hu